# Trofeum Naczelnego Dowódcy
Trofeum Naczelnego Dowódcy (właśc. Commander-in-Chief’s Trophy) to nagroda przyznawana corocznie dla zwycięzcy miniturnieju w ramach rozgrywek ligi futbolu amerykańskiego z udziałem drużyn trzech akademii wojskowych Stanów Zjednoczonych: Akademii Wojsk Lądowych (potocznie Army), Akademii Marynarki Wojennej (Navy) oraz Akademii Sił Powietrznych (Air Force). Mecz Navy – Air Force tradycyjnie rozgrywany jest w pierwszą sobotę października, mecz Army – Air Force w pierwszą sobotę listopada, natomiast mecz Army – Navy w drugą sobotę grudnia. W przypadku remisu (tzn. gdy każda drużyna wygra i przegra po jednym meczu), nagroda jest dzielona przez wszystkie uczelnie, natomiast trofeum pozostaje w posiadaniu zeszłorocznego zwycięzcy.

## Historia
Pomysłodawcą Trofeum Naczelnego Dowódcy byli generał George B. Simler, dowódca Air Training Command i były dyrektor sportowy Akademii Sił Powietrznych. Po raz pierwszy nagrodę przyznano w 1972, kiedy naczelnym dowódcą był Richard Nixon. Puchar został wspólnie ufundowany przez stowarzyszenia absolwentów trzech uczelni wojskowych.
Trofeum jest nazwane na cześć prezydenta Stanów Zjednoczonych, który zgodnie z konstytucją jest naczelnym dowódcą wszystkich rodzajów sił zbrojnych. Prezydent osobiście wręczał puchar wielokrotnie. W latach 80. XX wieku, prezydent Ronald Reagan wręczał trofeum podczas ceremonii w Białym Domu. Po latach dominacji drużyn Air Force, w 1996 prezydent Bill Clinton wręczył puchar na Veterans Stadium po meczu Army – Navy. W latach 2003–2007, prezydent George W. Bush ponownie wręczał trofeum w Białym Domu.
Na przełomie lat 80. i 90. XX wieku, zwycięzca trofeum, jeżeli był uprawniony do uczestnictwa w meczach bowl, otrzymywał zaproszenie do zagrania w Liberty Bowl w Memphis, Tennessee.
Dwie pozostałe federalne akademie wojskowe, Akademia Straży Wybrzeżnej i Akademia Marynarki Handlowej, nie uczestniczą w zawodach Trofeum Naczelnego Dowódcy. Obie prowadzą drużyny sportowe w rozgrywkach Division III, a zwycięzca meczu futbolowego otrzymuje Puchar Sekretarza (Secretaries Cup), na cześć sekretarza obrony.

## Trofeum
Trofeum mierzy 2,5 stopy (76 cm) oraz waży 170 funtów (77,1 kg). Konstrukcja składa się z trzech srebrnych piłek futbolowych w kształcie piramidy, ustawionych na okrągłej podstawie z trzema wycięciami w kształcie łuków (po jednym wycięciu dla każdej z uczelni). W każdym wycięciu znajduje się figurka maskotki drużyn sportowych uczelni oraz grawerowane płytki oznaczające lata w których uczelnia wygrywała trofeum. Pod każdą piłką jest wygrawerowany herb jednej uczelni.
Po ostatnim zwycięstwie drużyny Army (1996), trofeum było wystawione za szklaną gablotą w Eisenhower Hall, auli Akademii. Drużyna Navy wystawia puchar za szklaną gablotą w Bancroft Hall, akademiku sportowców. Najczęściej trofeum jest w posiadaniu drużyny Air Force; wówczas wystawiany jest za szklaną gablotą w Cadet Fieldhouse, kompleksie halowych obiektów sportowych na terenie Akademii.